# Enrique Bustamante Coloma

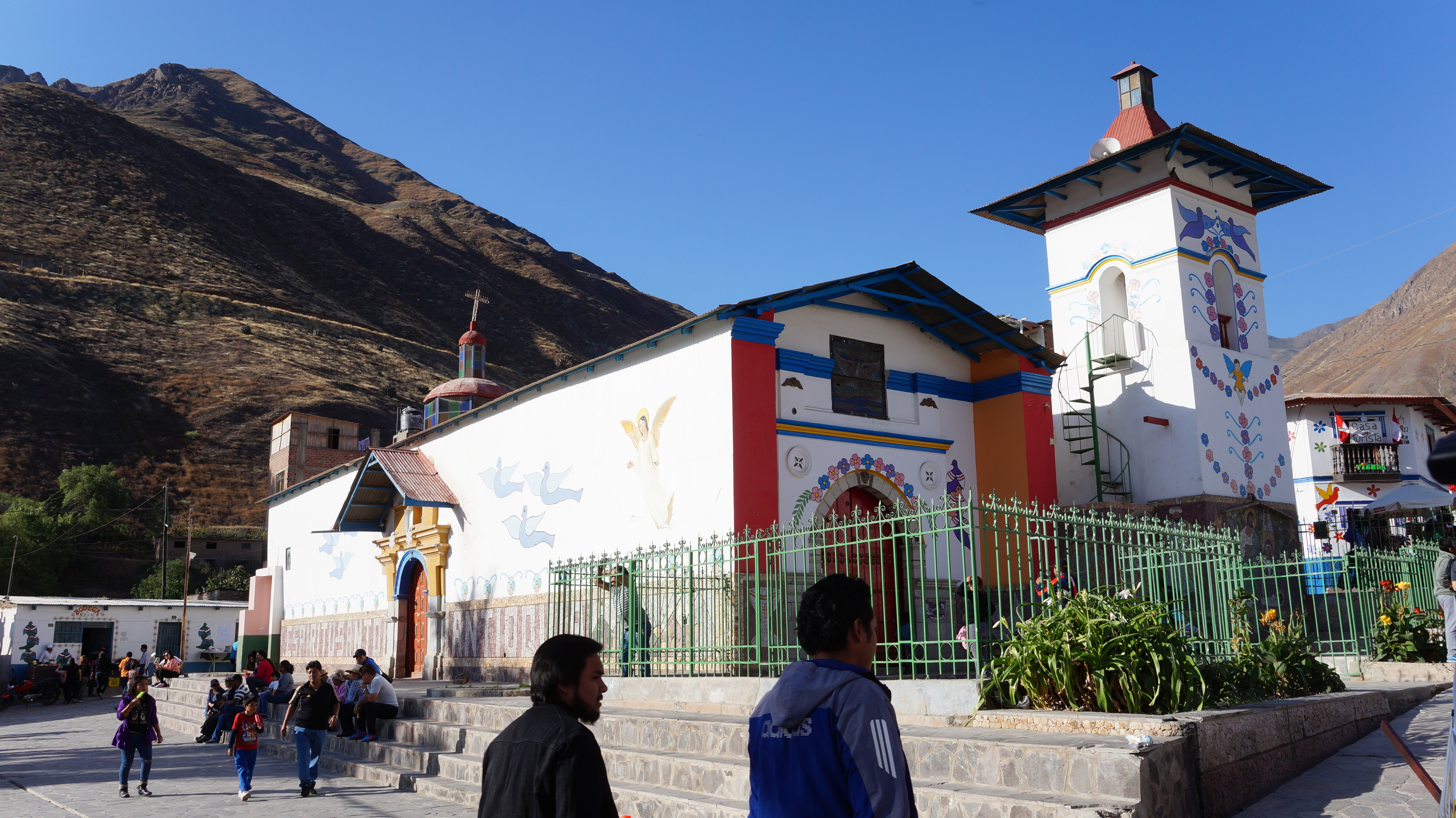
Iglesia del Espíritu Santo en Antioquía, pintada exteriormente por Enrique Bustamante

Enrique Bustamante Coloma (Piura, 1942-26 de diciembre de 2022) Fue un artista, pintor, escritor y docente peruano. Es considerado el último pintor naif del Perú.
Nació en Piura, estudió Artes en la Escuela Nacional Superior de Bellas Artes de Lima y en la Escuela de Artes Plásticas de la Pontificia Universidad Católica del Perú, también estudió en talleres de Perú y el extranjero. Fue profesor del Instituto Toulouse Lautrec, la Universidad Peruana de Ciencias Aplicadas, entre otros. Realizó varias exposiciones de sus pinturas en Perú y en países como Panamá, Emiratos Árabes Unidos, Francia, Estados Unidos, Bélgica, entre otros. Los gobiernos del Vaticano, Estados Unidos y Francia han reconocido su labor artístico y protección a la naturaleza a través de sus creaciones. En 2004, ganó el Premio del concurso internacional ”Colores para Antioquía”, pintando al pueblo Antioquía, transformándolo en un atractivo turístico internacional. En 2004, la empresa multinacional Repsol, presentó cuatro de sus pinturas impresas en latas de productos para navidad. Su obra de arte, en Antioquía, fue premiada como “Creatividad Empresarial 2006” por la UPC, y en 2007, ganó el Récord Guinness como “El Retablo más Grande del Mundo”. En 2006, con su obra decoraron la fachada de miles de casa-cunas del Programa de Wawa Wasi del Ministerio de la Mujer del Perú. En diciembre de 2006, la Liga Peruana de Lucha contra el Cáncer, escogió dos de sus pinturas para la realización de tarjetas navideñas. En 2011 el Ministerio de Trabajo del Perú, le otorgó el premio “Reconocimiento al Trabajo y al Emprendimiento”. En 2011 el Presidente del Perú Alan García y la Ministra de Trabajo, develaron una placa en su honor.

## Reconocimientos
- Primer Premio del concurso internacional de pintura “Colores  para Antioquía”, 2004.[18][19][20][10][24][22][25][26][27][1][28][21][5][4][9]
- Premio Creatividad Empresarial 2006, Universidad Peruana de Ciencias Aplicadas.[10][9]
- Récord Guinness 2007 por El Retablo más Grande del Mundo.[21][10][22][23][9]
- Condecoración por el Ministerio de Trabajo y el presidente Alan García, 2010.[18][9]
- Mención de honor del 55 Concurso Internacional de Poesía y Narrativa “Hermanando palabras 2017”, Argentina.[29]
- “Color y sentimiento” Homenaje a Enrique Bustamante por UPC Cultural, 2021.[5][2][28][30][1][7][4][8]
- Reconocimiento del Congreso de la República por su “Labor artística”.[1]
- Medalla Cívica del Distrito de Breña.[1]